# 髭原人
髭原人（棚橋重国、1980年1月1日- ）は、日本のパチンコ・パチスロ関連ライター。日本パチスロ遊戯連名KOY選出委員会の一人で、髭と褌一丁がトレードマークである。

## 略歴
株式会社 triple a 出版の社員（編集兼ライター）として活動しており、でちゃう!編集WEB部の部長でもある。

## 人物

### 性格・特徴・嗜好
- 天真爛漫で非常にポジティブな性格。
- 褌一丁トレードマークであり、番組収録でのパチンコ店実践では褌一丁または、私服での実践を行っている。（近年では道徳的な理念において、肌着の上から褌を締めている。2020年現在）
- もう一つのトレードマークが名前にも含まれている髭であり、特に顎から毛髪レベルで長く伸びている髭が特徴。
- パチンコ・スロットにおけるボタン演出、及びレバーオン時に掛け声で「セイラライッ！」と叫ぶ。髭原人の持ちネタの一つである。
- お酒と蒙古タンメン中本が好き。

### エピソード

#### ペナルティクラッシュ事件
2015年7月ネット配信『ピーとれ！』より
パチンコ店での実践番組を収録中、通称『ペナクラッシュ』状態を発生させた。
具体的な流れは次の通りである。
1.『アナザーゴッドハーデス -奪われたZEUS Ver-』にて、通常状態を遊戯中にペナルティ（押し順ミス）をしてしまった。
2.ペナルティ発生ゲームから3Ｇ後、プレミアムフラグである『全回転クラッシュフリーズ』を発生させた。（『アナザーゴッドハーデス -奪われたZEUS Ver-』は、ペナルティ後5Gの間、確定役（GOD・冥王・紫7）揃いが無効）
3.プレミアムフラグ『全回転クラッシュフリーズ』の権利は無効となり。通常状態を引き続き遊戯することとなった。
・トレードマークである髭については剃らない方針ではあるが、お笑いコンビ千鳥が司会を務めるテレビ番組、相席食堂にてゲスト出演した際、ロケVTR終盤にそれまで生え揃っていた頭髪と髭を全て剃った姿で登場し、スタジオを爆笑させた。
ちなみに同番組のロケ内の立ち回りやトーク力が千鳥から高く評価された。

## 出演

### テレビ配信

#### レギュラー番組
- ひげみなっ（2020年5月-、パチンコ★パチスロTV!）

#### ゲスト出演
- 相席食堂（2021年9月14日-、ABCテレビ）

### ネット配信
レギュラー番組
- のりピー（2018年6月-、でちゃう！WEBちゃんねる）
- 北極（2018年5月-、でちゃう！WEBちゃんねる）
- グラチャン（2017年5月-、でちゃう！WEBちゃんねる）
- 真・髭物語（2017年10月-、でちゃう！WEBちゃんねる）
- 髭原人とちんぱんのやればデキる子（2016年8月-2017年2月、でちゃう！WEBちゃんねる）
- 全ツ8000（2016年3月-、でちゃう！WEBちゃんねる）
- イタダキ♡88（2015年9月-、でちゃう！WEBちゃんねる）
- ピーとれ！（2014年8月-、でちゃう！WEBちゃんねる）
- 髭原人と乗らせてみました。（2013年12月-、でちゃう！WEBちゃんねる）
- 髭原人に打たせてみました。（2012年6月-2017年10月、でちゃう！WEBちゃんねる）
- 髭原人にやらせてみました。（2011年10月-2017年6月、でちゃう！WEBちゃんねる）
- 極ヒキ道　(2022年8月-　ジャンバリ.TV)

## 著書

### 漫画
- セイラライ！髭原人を描かせてみました。（2016年11月 - TriPle a出版(トリプルエー)- 作画／ 藤波俊彦）